# Боб Лазар
Робърт Лазар (на английски: Robert Lazar), роден на 26 януари 1959 година, е противоречива личност, представяща се за американски учен.
Той посочва, че е физик, който е работил в свръхсекретен район, наречен S4, който се намира на територията на „Зона 51“ (на английски: Area 51).
Робърт Лазар твърди, че е работил за правителството на САЩ в продължение на година (1988 – 1989 година). По негови думи S4 е свръхсекретна част от „Зона 51“, в която той и група други учени изследвали и извършвали реверсивно инженерство на космически апарати с предполагаем извънземен произход. Той твърди, че в S4 се помещават 9 дискообразни космически превозни средства. Задачата на учените била да изследват в детайли летателните апарати и по-специално – задвижващата им система физични принципи.

## Минало
Лазар твърди, че е завършил Калифорнийския технологичен институт (Caltech), както и Масачузетския технологичен институт (MIT), но досега той не може да представи категорично доказателство относно образованието и квалификацията си.
В нито един от институтите и университетите, за които Лазар твърди, че е посещавал, няма писмено сведение за човек на име Робърт Лазар. Една от хипотезите е, че правителството на САЩ умишлено е засекретило всякаква информация относно Лазар.

## Зона 51 и S4
От своята дейност в S4, както и от документите, до които имал достъп, той бил абсолютно сигурен, че дискообразните летателни апарати са с извънземен произход. След внимателното изследване на задвижващата система на единия от летящите дискове, върху който работел той, бил напълно убеден, че човек не може да създате нещо подобно, имайки предвид технологичното ниво, до което хората са достигнали. А и не било логично правителството на САЩ да наема група водещи физици, за да изследват летателен апарат, който е създаден от човек. Учените успели да разберат как функционира задвижващата система. Летящата чиния, върху която работел и Лазар се задвижвала от реактор, който използва за гориво московий (Елемент 115). Унупентият е свръхтежък стабилен елемент, който не се среща в естествено състояние никъде в нашата Слънчева система. Той бил доставен на учените от S4 от извънземни, които произхождат от бинарната система Зета Ретикули. Двигателят на кораба е реактор, използващ Елемент 115 като гориво. В реактора елементът е бомбардиран с протони в малък ускорител на частици (подобно на Големият адронен колайдер в ЦЕРН). Когато протоните стигнат до ядрото на атома на Елемент 115, той става атом на Елемент 116. В този момент произвежда и освобождава радиация, която обаче не прилича на радиацията, която познаваме от ядрената реакция. Всеки атом от Елемент 116 освобождава два антипротона, които са форма на антиматерия. Частиците от антиматерията са насочени към евакуираща тръба, която ги предпазва от контакт със заобикалящата ги среда. Те реагират с газообразна материя. Реакцията освобождава огромни количества топлинна енергия. Тя се превръща директно в електричество чрез термионичен генератор, който е толкова ефективен, че не остава никаква неизползвана топлина, което е нарушение на един от основните закони на термодинамиката. Но излъчването на античастици от Елемент 115 не е единственото енергопроизводство по време на процеса. Най-напред се произвежда гравитационната „А“ вълна, излъчвана от реакцията на Елемент 115. Тя се появява на полукълбото на реактора. По този начин той произвежда огромно количество енергия. Гравитационната А вълна осигурява необходимата деформация на пространството-времето за пътуване в Космоса.

## S4
Робърт Лазар посочва, че S4 се намира на разстояние от приблизително 30 км в югозападна посока от Зона 51. Той твърди, че в планините, ограждащи S4, има 9 хангара. По негови думи те били толкова добре прикрити с естествени природни материали, че тяхното разпознаване било почти невъзможно. Името „S4“ се среща за първи път в доклади на групата MAJESTIC-12 (MJ-12), но от ФБР официално не потвърждават за тяхната достоверност.